# هسن (اویترویک)
هسن (به آلمانی: Hessen) یک منطقهٔ مسکونی در آلمان است که در اویترویک واقع شده‌است.